# قانون استعادة عدالة قانون تعليم الأفراد ذوي الإعاقة
قانون استعادة عدالة قانون تعليم الأفراد ذوي الإعاقة هو عبارة عن مقترح تشريعي أمريكي طُرح للمرة الأولى أمام مجلس النواب الأمريكي وكان ذلك في الرابع عشر من نوفمبر من عام 2007 وتم طرحه أمام المجلس برقم 4188. وكان آخر طرح لمشروع هذا القانون في السابع عشر من مارس من عام 2011 حيث طُرح هذه المرة أمام مجلس الشيوخ الأمريكي وكان تحت رقم 613 وكان أمام مجلس النواب تحت رقم 1208. وتم تقديم هذا القانون في أول طرحه تحت رعاية مجموعة من الأعضاء وهم توم هاركن (Tom Harkin) عضو مجلس الشيوخ (دي –أي ايه) ورئيس لجنة الصحة والتعليم والعمل والمعاشات وكرس فان هولن (Chris Van Hollen) عضو الكونغرس الأمريكي (دي –سي تي) وبيت سيشن (Pete Sessions) عضو الكونغرس (آر-تي إكس). كما أن مشروع القانون من شأنه أن يمكّن أهالي الأطفال ذوي الإعاقة من استعادة رسوم هؤلاء الشهود الذين لديهم خبرة بهذا المجال في جلسات الاستماع التي تتم للأطفال ذوي الإعاقة في إطار قانون تعليم الأطفال ذوي الإعاقة (IDEA) (IDEA).

## الخلفية التاريخية
عند فشل إحدى المدارس الموجودة بإحدى المناطق في أداء التزاماتها القانونية تجاه الطلاب ذوي الإعاقة، فإن قانون تعليم الأفراد ذوي الإعاقة يسمح لذويهم بالسعي لطلب جلسة استماع أمام ضابط استماع محايد. ومن الممكن للمدرسة أن تطلب أيضًا جلسة استماع للإجراءات القانونية ضد الأفراد. ونجد أن جلسات الاستماع نادرة. حيث إن هناك خمسة طلاب فقط من بين عشرة آلاف طالب يسعون لإقامة جلسات استماع.
كما أن هؤلاء الشهود ذوي الخبرة يلعبون دورًا مهمًا وأساسيًا في جلسات الاستماع للإجراءات القانونية الواجبة. وذلك لما لديهم من خبرة فنية وعلمية حول كيفية التعامل مع الأطفال ذوي الإعاقة وكيفية رعايتهم وما هي الخدمات التعليمية التي يحتاجها هؤلاء الطلاب في فصولهم التعليمية.
وتجدر الإشارة إلى أن الكونغرس أصدر في عام 1986 قانون حماية الأطفال ذوي الإعاقة، وهذا القانون يتيح لذويهم الذين يسعون لإقامة جلسات استماع قانونية وتشريعية إمكانية استعادة الرسوم والتكاليف القانونية التي دفعوها لإقامة هذه الجلسات ويأتي هذا في إطار قانون تعليم الأفراد ذوي الإعاقة. ولقد احتذى الأسلوب بأحكام مماثلة لهذا في قانون الحقوق المدنية لعام 1964 (42 الكونغرس الأمريكي -2000إي-5 كا). وأوضح تقرير لجنة المؤتمر المشتركة أن المحاكم ستتحفظ بشكل كبير في منح رسوم وأتعاب المحامين كجزء من تكاليف ورسوم الدعوى القضائية. ولقد أجمع أعضاء هذه اللجنة المشتركة على جعل بند رسوم المحامين كجزء من التكاليف وهذه التكاليف تشمل المصاريف والرسوم المعقولة للشهود ذوي الخبرة الذين يقومون بالاستماع كما تشمل أية تكاليف معقولة مطلوبة لإجراء اختبار أو تقييم نجد أنه من الضروري إقامته لإعداد وتأهيل الوالدين أو أولياء الأمور في حالة عمل أي إجراء قانوني.” كما يقوم القانون أيضًا بالإحالة المباشرة لمكتب المحاسبة التابع للحكومة ليقوم هو أيضًا بدوره في دراسة نفقات الوالدين، بما فيها نفقات المحامين
والمستشارين وذلك وفق إجراءات قانون تعليم الأفراد ذوي الإعاقة.
وفي عام 2006، وعلى الرغم من وجود قانون تعليم الأفراد ذوي الإعاقة، إلا أن المحكمة العليا حكمت في قضية المدرسة المركزية بمقاطعة أرلنجتون ضد الوالد مورفي وقضت بعدم استعادته الرسوم. ولقد بررت المحكمة أنها قضت في هذه القضية بعدم استعادة الوالدين لرسوم الشهود لأن نص قانون تعليم الأفراد ذوي الإعاقة لا ينص بشكل صريح على حق الوالدين في استعادة رسوم الشهود الخبراء، لذلك ليس من حق الوالدين استعادة الرسوم المدفوعة. ولقد عللت المحكمة حكمها هذا بقولها إن قانون تعليم الأفراد ذوي الإعاقة صدر تحت بند الإنفاق في الدستور، من المادة رقم 1 من الفصل رقم 8، ويجب أن ينص القانون بشكل صريح بدون لبس ولا غموض من خلال إشعار قانوني واضح وصريح ينص فيه على إمكانية استعادة الوالدين للرسوم المدفوعة. ومعنى ذلك أنه ينبغي على الكونغرس أن يعلن في المتن الرئيسي لنص القانون أنه يحق للوالدين استعادة الرسوم المدفوعة للشهود الخبراء. وسيتم تعديل قانون تعليم الأفراد ذوي الإعاقة من خلال قانون استعادة العدالة وذلك بأن ينص هذا القانون بشكل صريح على السماح للوالدين باستعادة رسوم الشهود. وحتى يقوم الكونغرس بإقرار هذا القانون بشكل صريح، فإنه ينبغي على الوالدين دفع رسوم ومصاريف الشهود من أموالهم الخاصة، حتى وإن كانوا هم من ربح القضية.

## توضيح مشروع القانون
يسمح قانون تعليم الأفراد ذوي الإعاقة للوالدين أو أولياء الأمور المنتصرين في قضايا ترجع إلى قانون تعليم الأفراد ذوي الإعاقة باستعادة الرسوم المعقولة للمحاماة. كما أن قانون استعادة العدالة الخاص بقانون تعليم الأفراد ذوي الإعاقة سيمكنهم أيضًا من استعادة التكاليف والنفقات المعقولة للشهود الخبرة. وسيتم تعديل الفصل رقم 615 (1) (3) من قانون تعليم الأفراد ذوي الإعاقة وذلك من خلال إضافة الآتي في نهاية نص القانون، " وتشمل عملية الاستعادة للنفقات والمصاريف، استعادة رسوم الشهود ذوي الخبرة وأية نفقات أخرى تتمثل في رسوم ومصاريف المحاماة. وفي هذه الفقرة، فإن مصطلح "رسوم المحاماة" ينبغي أن يشمل رسوم الشهود ذوي الخبرة وهذا يشمل التكاليف المعقولة والمقبولة أي اختبارات أو تقييم من الضروري إجراؤها لإعداد الوالدين أو أولياء الأمور لخوض هذه الإجراءات القانونية في مثل هذه القضايا.”
كما أنه لن يتمكن الوالدان أو أولياء الأمور من استعادة الرسوم إلا في حالة كسبهم القضية، وتبين أن نظام المدرسة، بعد جلسات الاستماع المحايدة، يحرم الطفل بشكل خاطئ من التعليم المناسب كما هو محدد في نص قانون تعليم الأفراد ذوي الإعاقة. كما ينص على أنه لن يتمكن الوالدان من استعادة الرسوم والنفقات إذا لم يتمكنوا من كسب القضية.
ويقوم مشروع القانون هذا بجعل قانون تعليم الأفراد ذوي الإعاقة موازيًا تمامًا لغيره من قوانين الحقوق المدنية التي تسمح باستعادة نفقات ورسوم شهود الخبرة والخبراء، وتشمل هذه القوانين والحقوق الفصل رقم 7, من قانون حقوق المعاقين الأمريكيين لعام 1990. وتسمح العديد من القوانين الفدرالية باستعادة رسوم ونفقات شهود الخبرة، بما في ذلك قانون حقوق الاقتراع والتصويت لعام 1965 وقانون حماية المنتجات الاستهلاكية وقانون مراقبة المواد السامة وقانون ممارسة تسويق المواد البترولية وقانون حماية المستهلك من النصب والاحتيال من خلال التسويق عبر الهاتف وقانون حماية الأنواع المهددة بالانقراض وقوانين براءات الاختراع وحقوق الطبع والنشر وقانون الأمن وقانون المحاسبة للكونغرس لعام 1995 وقانون محاسبة المكتب التنفيذي والرئاسي وقانون حماية المبلغين عن الموظفين المتعاقدين مع وزارة الدفاع وحرس الحدود وقانون إدارة الفضاء والملاحة الجوية الوطنية.

## بيان السيناتور هاركين بشأن تقديمه لمشروع القانون
أوضح السيناتور هاركين أسباب تقديمه هذا المشروع لسنه قانون يعمل به. وعقّب قائلًا، أن هذا التشريع المهم والضروري سيزيل كل الحواجز والعوائق المالية التي تواجه الأسر خاصة الأسر أصحاب الدخل المنخفض والمتوسط، كما أنهم يسعون إلى حصول أطفالهم على الحق في تعليم عام مناسب ومجاني يستحقونه كما يمكنهم ذلك من خلال التعديل الرابع عشر. . وفي أوقات كثيرة لا تفي المدارس بمسؤولياتها بتوفير تعليم مناسب. وفي مثل هذه الحالات، فإن قانون تعليم الأفراد ذوي الإعاقة يعطي الوالدين الحق في الاعتراض والطعن على أداء المدارس وذلك من خلال التوسط لإيجاد تسوية مناسبة أو من خلال اتخاذ الإجراءات القانونية المناسبة. ودائمًا ما تحتاج الأسر، من أجل إقامة دعواهم وإثبات أنهم على حق، إلى وجود شهود لديهم الخبرة في هذا المجال بإمكانهم تقييم حاجات الطلاب ومعرفة ما إذا كان نظام التعليم الفردي الحالي يناسب احتياجات الطلاب أم لا. كما أن الشهود ذوي الخبرة في هذا المجال هم مصدر مهم للأسر ولكن لا يمكنهم تحمل رسوم استدعائهم للاستماع في هذه القضايا، ولكن بدون هؤلاء الشهود ذوي الخبرة في هذا المجال قد لا تتمكن الأسرة من عرض قضيتها بالشكل المناسب. ” ولقد أُجريت دراسة في عام 2002 حول أحوال تلك الأسر فوُجد أن أكثر من 1/3 الأطفال ذوي الإعاقة يعيشون في أسر لا يتجاوز دخلها 25.000 في العام أو يقل عن ذلك، مقارنة بنسبة قدرها 24% من عموم السكان، كما وجد أن 2/3 الأطفال ذوي الإعاقة يعيشون في أسر يقل دخلها عن 50.000 في العام.

## تاريخ تشريع القانون
كان أول تقديم لقانون استعادة العدالة الخاص بقانون تعليم الأفراد ذوي الإعاقة وأول عرض له على مجلس النواب كان في عام 2007 من قبل عضوي الكونغرس فان هالون وسيشنس (Sessions). ولقد تم تقديم مشروع القانون هذا مرة أخرى في عام 2009. ولقد كان آخر تقديم لمشروع القانون في السابع عشر من مارس من عام 2011، وتم عرضه على المجلسين مجلس النواب برقم 1208 ومجلس الشيوخ برقم 613.

## وصلات خارجية
- S613, Full text of S. 613 via THOMAS
- HR1208, Full text of H.R.1208 via THOMAS
- CCD Letter, Consortium of Citizens with Disabilities. Letter in Support of IDEA Fairness Restoration Act. March 30, 2011. Retrieved 18 April 2011.
- Analysis IDEA Fairness Act Autism National Committee. Analysis, IDEA Fairness Restoration Act. Retrieved 18 April 2011.

‌